# 環球航空800號班機空難
環球航空800號班機（TWA800）是一班從美國紐約甘迺迪國際機場起飛，经停法國巴黎戴高樂機場，目的地為意大利羅馬－菲烏米奇諾機場的環球航空班機。1996年7月17日，班機搭載著212名乘客及18名機組人員前往法國巴黎，在起飛後約12分鐘在紐約長島外海的大西洋上空爆炸解體，墜入海中，機上230人全數罹難。
第二日清晨，美國國家運輸安全委員會（NTSB）到達事故現場，此時有報道稱可能是恐怖襲擊導致飛機墜毀。於是聯邦調查局（FBI）加入調查。16個月後FBI指，沒有證據表明這是一宗恐怖襲擊，並停止關於恐怖襲擊這個方向的調查。
此次空難的調查歷時4年，最終的調查報告在2000年8月23日公佈。官方報告指客機墜毀的原因有可能是由於飛機內多條同綑電線的絕緣膠損毀，高壓電力被傳送到連接油箱內油量感測器的電線，油箱內的高溫燃油氣霧被高壓電力所產生的火花點燃後導致爆炸；爆炸的衝擊力破壞油箱附近的機身結構，最終導致飛機解體。之後當局對飛機制定了一系列新規定，防止同類事件再次發生。只不過仍有不少航空專家和目擊民眾認為環航800是被飛彈擊落。

## 事故經過

班機飛行路線圖。圖中彩色區域為殘骸分佈區域。

失事飛機機型是搭载普惠JT9D-7AH之波音747-100波音747-131，原計劃交付給美國東方航空並編為N7404Q，但由於東方航空取消747訂單，環球航空於1971年7月購買這架波音747，機身註冊編號N93119。這架飛機曾於1975年轉手伊朗空軍，一年後返回環球航空機隊。直至空難發生之前，飛機共計飛行了16,869個航班，總飛行時數為93,303小時。當天飛機執行從希臘雅典至紐約甘迺迪國際機場的TWA881班機，約16時38分到達。稍候飛機加油並更換機組人員：機長Ralph G. Kevorkian，機長／检定驾驶员Steven E. Snyder和飛航工程師／检定驾驶员Richard G. Campbell（三人均在環球航空服務超過30年）；同行的還有飛航工程師Oliver Krick，他正在進行為期6個月的訓練。
800號班機原計劃於19時起飛前往巴黎，但由於一名乘客被誤認為行李已經登機，而人卻未登機；於是起飛時間被迫延遲了整整1個小時，後來才核實該乘客已經登機。最後班機於20時02分才離開機場第五航廈27號門。20時19分，飛機滑行到22R跑道。
經過一段爬升後，不久後飛機已經到達巡航高度。20時30分，機組人員進行了最後一次無線電通話，機組人員得到波士頓航空交通控制中心的允許，爬升至15,000英尺（4,600）。20時31分12秒，班機的應答機最後一次回傳訊息到雷達上。
38秒後，在同一空域飛行的东风航空507號班機（波音737-200型客机，注册号N221US，在此空难一个月前发生东风航空517号班机事故险些坠毁）上的驾驶员目睹了事发的整个过程；飞机爆炸后，800號班機同时从航管中心的雷达螢幕上消失。东风航空的驾驶员向航管中心匯報了这一情况（東風航空班機駕駛員與塔台的錄音），他是第一個報告飛機墜毀的人；同时，航管中心试图用无线电與班機联络，但没有任何回應。
800號航班在得到允許爬升後不久，位於機翼部份油箱突然发生爆炸，接着飛機的機頭部分（包括驾驶舱以及部分客舱）從高空脫離，导致飞机失去控制，剩下飛機的中央和機尾部分由于惯性，且引擎仍在运转，剩余部分仍在半空，約30秒後，飛機失去動力，開始下墜，突然左翼部份再次發生爆炸，最後飛機變成碎片，墜毀於大西洋。
儘管海岸防衛隊、警察和多艘私人船隻等迅速趕往現場進行搜救；然而不幸地，機上無人生還，這次空難成為美國當時第三嚴重的空難。

### 乘客和機組人員國籍
| 國籍       | 乘客 | 機組人員 | 總計 |
| ---------- | ---- | -------- | ---- |
| 阿尔及利亚 | 9    | 0        | 9    |
| 比利时     | 4    | 0        | 4    |
| 丹麦       | 6    | 0        | 6    |
| 法國       | 42   | 0        | 42   |
| 德国       | 2    | 0        | 2    |
| 爱尔兰     | 4    | 0        | 4    |
| 以色列     | 1    | 0        | 1    |
| 義大利     | 8    | 1        | 9    |
| 挪威       | 2    | 0        | 2    |
| 西班牙     | 1    | 0        | 1    |
| 瑞典       | 1    | 0        | 1    |
| 英国       | 7    | 0        | 7    |
| 美国       | 125  | 17       | 142  |
| 總計       | 212  | 18       | 230  |

## 事故初步調查
NTSB於事發當日20時50分得知空難消息，並於第二日清晨到達現場。與此同時，越來越多證人的供詞使人們相信，這起空難是由炸彈爆炸或飛彈誤擊所導致的。

### 殘骸打撈及重組

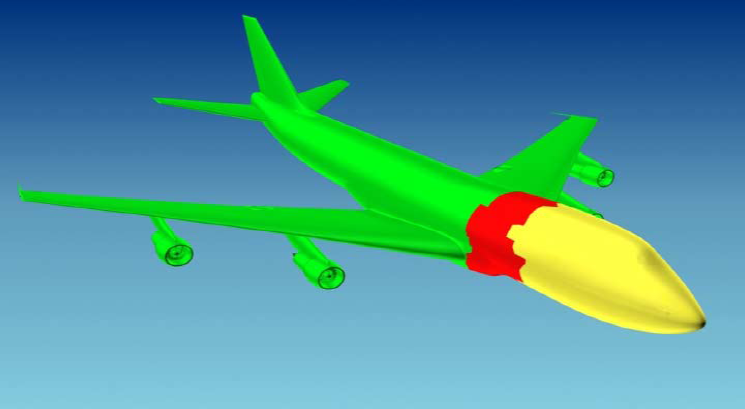
飞机残骸部分，顏色分別對應海面劃分的特定區域
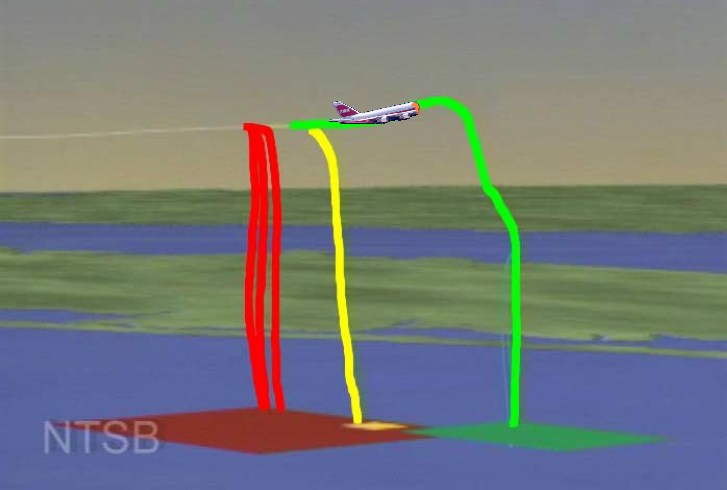
飛機在空中爆炸解體後，殘骸墜落的路徑（NTSB模擬片段）

殘骸打撈由聯邦和州政府負責，打撈中使用了遙控潛水器、侧向扫描声纳和激光掃描設備。
約95%的飛機殘骸得以打撈上岸，並送至紐約的Calverton Executive Airpark的一個機庫內重組，並由專家對殘骸進行分析。

## 事故深入調查
事故調查開始之初，媒體上流行著多種假設，以下三種假設較多人相信。

### 一、飛彈

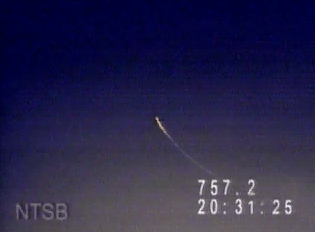
经过计算，NTSB裁定目击者所看到的烟柱与TWA 800在主油箱爆炸之后的飞行路径一致（NTSB模拟动画截图）。

事件發生之後相當多的目擊者表示看到有一條白色的煙柱連到飛機爆炸的位置，因此「飛彈說」一時之間成為主要的調查方向。直至FBI副處長詹姆斯•高思容（Jame Kallstrom）被急召到華盛頓與時任司法部長雷諾（Janet Reno）會面後才180度改變。

### 二、炸彈
事件發生之初，許多人聯想到洛克比空難，認為它不是被飛彈擊落便是被恐怖份子炸掉，然而歷經一年多的調查，FBI找不出任何與炸彈有關連的證物。

### 三、機件故障
機件故障一開始便被列入可能的事故原因之中。由於該機過於老舊，調查人員很快就指機件故障就是原因。只是一開始無法確認到底是什麼東西故障會引發如此激烈的爆炸。機上的油量指示系統的電壓電流不足以引發火花，而燃油泵不至於會產生火花。雖然FBI指爆炸應該牽涉油箱，可卻是千頭萬緒。
除了以上三個主要的假設之外，還有彗星撞擊說、雷擊說等等，其後NTSB將這些假說最後都自調查方向中被刪除。

## 747-油箱系統的設計簡介
波音747系列飛機配有四具發動機，每具發動機推力5萬餘磅，因此在設計上每具發動機有其專屬的油箱，油箱編號由機頭朝前方向自左至右分別為一號、二號、中油箱、三號及四號主油箱，747-400系列與100～300系列不同之處在於取消了一號及四號備用油箱，並增加了水平尾配重油箱，不過主油箱配油運作的基本概念不變。

## 油量的運作方式
由於飛機的升力來自於飛機的主翼，因此為避免主翼於大荷重起飛時受力過大而產生超負荷的型變，導致金屬疲勞及升力減低，航機加油時，盡可能的將油量往翼尖放，燃油重量平攤在雙翼之中增加機翼的重量，待機翼油箱裝滿時，多餘的油料才會裝在中油箱裡，舉例來說：假設一、四號油箱滿油量各是2萬磅，二、三號油箱滿油量各是5萬磅、備用油箱滿油量各是7000磅，中油箱滿油量是10萬磅，反之亦然，油料也自中油箱優先使用。

## 燃油引燃條件

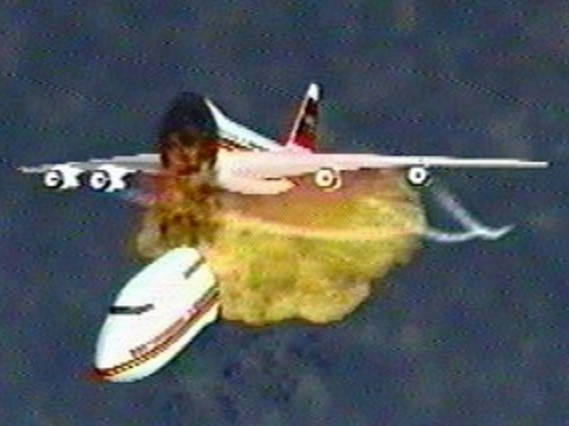
電腦重建班機發生爆炸後瞬間解體的狀況。

在什麼條件之下，這些混合油氣會被引燃呢？NTSB於事發後1年（1997年7月）以一架借自美國長青航空（Evergreen Airlines）的747-100進行實驗，顯示當模擬TWA800狀況條件下，油箱中的油氣為可燃狀態。根據NTSB的喬‧寇力（Joe Kolly）博士以50加侖的Jet-A殘油，用空調包（PACK）的正常運作熱度於起飛前在機坪加熱中油箱三小時後發現，中油箱內的油氣溫度可以達到114℉（45.5℃-可燃），而若是飛機位於13800呎高度時，Jet-A油氣的閃點就將降為96℉（35.5℃），足以滿足爆炸條件。而根據一份FAA更精確的報告指出燃油氣體的可燃溫度隨著油品種類、油箱內氣壓以及油箱內溶氧濃度（自液態油品中因震動及壓力變化而釋放至油氣中的氧氣）而有所不同。以使用最普遍的Jet A為例，於海平面高度時，當環境溫度低於100℉時，油氣處於過貧（too lean）狀態，而若是高於175℉則為過富（too rich），另外，根據加州理工學院以四分之一（25％）縮尺模型油箱模擬的實驗結果而言，該油箱內油氣可以用0.5至500微焦耳引燃-（相較冬天人們穿著毛衣時，指尖接觸到門把時所放出的靜電能約為1-10微焦耳），而且幾乎屢試不爽。種種研究都證明油箱內的油氣在相當多的情況之下都是可燃的。
基本上747中油箱結構所能承受的壓力極限為25psi，當油氣爆炸時會產生60psi的壓力，機身給出一個洞。只不過不少航空專家也懷疑60psi可否將一架747解體，因為飛機高速飛行時外面的空氣包著飛機，就像我們在時速100公里的時候難以把汽車的門打開。加洲理工學院的沙紀柏博士（Dr. Sagebiel) 曾指環航800事件若真的是中央油箱爆炸，頂多只會炸出一個洞，不會導致飛機解體。若Jet-A燃燒料這麼容易爆炸，環航 800 不可能是747第一次發生這的事。不過NTSB和FBI最後認為TWA800事件中，第一塊掉落出來的東西是來自於中油箱內，假想的情形是：油氣爆炸，炸斷了主翼樑（spanwise beam），斷裂的主翼樑往前衝，撞擊到前翼樑（front spar）留下了許多不可磨滅的「吻痕」，爆炸的氣體及碎片持續向前衝，在前段機身下側穿出了個大洞，機身結構因破損而承受不住機頭的重量而崩解，當機頭段脫離機身下墜時，機身失去機首重量的平衡而持續上飄直到失速。只不過民間不少目擊者、航空工程師、物理學家甚至是FBI和NTSB內部其他人也不太相信官方的「真相」。

## 事故之後
在空難發生前，環球航空業績並不好。由於事發前美國的亞特蘭大市正籌備即將舉行的1996年奧運會，環球航空希望藉此盛事大展拳腳，擺脫多年經營不振，可是這次空難卻給予環球航空致命一擊。公司經此事故後，終於在2001年被美國航空併購消失。
由於早期設計都是簡單的認為只要排除引燃因子就不會爆炸。但經此事故後，美國聯邦航空局要求大飛機需要在中央油缸加入惰化系統（向油箱充入氮气），並於中央油缸和空調設備之間添置隔熱物料，以進一步減低燃油被加熱的情況。
此事故被摄制成纪录片《空中浩劫》的S17E04 「Explosive Proof」。
《重返危險現場》將其拍攝為第二季第十集「TWA Flight 800」
2000年上映的惊悚电影《絕命終結站》剧中发生爆炸的Volee航空180号班机原形即为TWA800班机空难，剧中飞机坠毁后电视中新闻画面亦采用的是TWA800班机空难的新闻画面。

### 銷毀殘骸
事故後近25年來，TWA800的殘骸一直由國家運輸安全委員會（NTSB）保管，以用作事故調查的教學輔助工具。2021年，由於殘骸主體已確定不再列為當代事故調查，而現代班機的事故調查則依賴新技術，包括3激光掃描技術。因此NTSB並不希望持續租約管理事故碎片的機庫，並決定對其進行處理。
2021年7月，NTSB與遇難者家屬達成協議將進行殘骸拆除工程。由於NTSB所轄的殘骸並不能於展示在任何的公共紀念館，因此則先計劃使用三維掃描儀掃描每一塊殘骸，之後將在銷毀機體殘骸時並回收金屬，至於任何無法回收的部分都將在垃圾填埋場處理，銷毀殘骸計劃在2021年底前完成。

## 外部連結
- NTSB - TWA 800 Public Hearing （页面存档备份，存于）
- Aviation Safety Network對事件的描述 （页面存档备份，存于）
- 出事飛機的相片 （页面存档备份，存于）
- 乘客名單 （页面存档备份，存于）